# 卡拉瓦泰
卡拉瓦泰（義大利語：Caravate），是意大利瓦雷泽省的一个市镇。总面积5平方公里，人口2641人，人口密度528.2人/平方公里（2009年）。国家统计（ISTAT）代码为012031。